# 2000 في النمسا
فيما يلي قوائم الأحداث التي وقعت خلال عام 2000 في النمسا.

## سياسة

### تعيين في المنصب
- 4 فبراير – بينيتا فيريرو فالدنر وزير خارجية النمسا [الإنجليزية]‏.

### انتهاء فترة المنصب
- 1 يناير – يورج هايدر chairman of the Freedom Party of Austria ‏.
- 4 فبراير – فولفغانغ شوسل Vice-Chancellor of Austria [الإنجليزية]‏، وزير خارجية النمسا [الإنجليزية]‏.
- 11 أكتوبر – إيفا ماريا فايبل Landesrat ‏.

## مواليد

### يناير
- 1 يناير – ليزا شتاينر

## وفيات

### يناير
- 5 يناير – بيرنهارد ويكي (مواليد 1919)
- 19 يناير – هيدي لامار (مواليد 1914)

### فبراير
- 19 فبراير – فريدنسرايش هوندرتفاسر (مواليد 1928) فنان نمساوي.

### مارس
- 30 مارس – رودولف كيرخشليغر (مواليد 1915)

### يونيو
- 9 يونيو – إرنست ياندل (مواليد 1925)
- 13 يونيو – روبرت دينست (مواليد 1928) لاعب كرة قدم نمساوي.

### أكتوبر
- 5 أكتوبر – ليوبولد بارشانت (مواليد 1925) لاعب كرة قدم نمساوي.
- 27 أكتوبر – فالتر بيري (مواليد 1929)

### نوفمبر
- 9 نوفمبر – جيرنوت إيدير (مواليد 1929) فيزيائي نمساوي.